# Milionia kaporana
Milionia kaporana är en fjärilsart som beskrevs av Rothschild 1898. Milionia kaporana ingår i släktet Milionia och familjen mätare. Inga underarter finns listade i Catalogue of Life.